# Ifeanyi Kalu
Ifeanyi Kalu es un actor, modelo y diseñador de moda nigeriano. Es más conocido por su actuación en la película Lagos Cougars y la serie Allison's Stand de Africa Independent Television (AIT) junto a Joselyn Dumas, Bimbo Manuel y Victor Olaotan.

## Biografía
Kalu nació en Surulere, un suburbio del estado de Lagos, al suroeste de Nigeria. Estudió Ciencias de la Computación en la Universidad.

## Carrera profesional
Comenzó su carrera como modelo en comerciales de televisión y vallas publicitarias. En 2011, se matriculó en la Royal Arts Academy para estudiar actuación. En 2012, fue elegido para el papel de Usen en la película Kokomma producida por Uduak Isong Oguamanam y dirigida por Tom Robson. La película recibió 3 nominaciones en la novena edición de los Premios de la Academia del Cine Africano.
En 2014, su actuación en Lagos Cougars y Perfect Union le valió una nominación a los City People Awards como actor más prometedor, premio al que volvió a ser nominado en 2017 En 2019 recibió otra nominación en la categoría Mejor Actor de Reparto, y en el mismo año, ganó el premio al Mejor Actor de Reparto en los Premios de la Academia de Cine Africano Zulu (ZAFAA), con sede en el Reino Unido, por su papel en la película Kuvana.
En 2019, lanzó una línea de moda "prêt-à-porter", Ifeanyi Kalu.

## Filmografía
| Año  | Título                | Rol              | Director               | Notas |
| ---- | --------------------- | ---------------- | ---------------------- | --- |
| 2012 | Kokomma               | Usen             | Tom Robson             | Largometraje junto a Belinda Effah, Ekere Nkanga, Ini Ekpe                                                                                    |
| 2013 | Lagos Cougars         | Jite             | Desmond Elliot         | Largometraje junto a Uche Jombo, Monalisa Chinda, Alexx Ekubo, Shawn Faqua, Daniella Okeke y Ben Touitou                                      |
| 2014 | Perfect Union         | Eke Agbai        | Uzodinma Okpechi       | Película protagonizada junto a Wale Ojo, Brycee Bassey, Joju Muse                                                                             |
| 2015 | The Banker            | Kunle            | Ikechukwu Onyeka       | Protagonizada junto a Seun Akindele, Mbong Amata, Belinda Effah, Maureen Okpoko, Nsikan Isaac                                                 |
| 2016 | Double Bind           | Nosa             | Emmanuel Akaemeh       | Largometraje protagonizado junto con Kiki Omeili, Ujams Cbriel y Mary Chukwu                                                                  |
| 2016 | The Novelist          | Joseph           | Patience Oghre Imobhio | Película protagonizada junto a Rykardo Agbor, Bayray Mcnwizu, Kehinde Olorunyomi, Labelle Vitien, Frank Paladini                              |
| 2017 | You, Me, and the Guys | Koje Williams    | Esther Abah            | Protagonizada junto con Lota Chukwu, Linda Ejiofor, Seun Akindele, Abayomi Alvin, Jude Orhorha                                                |
| 2017 | 3 is a Crowd          | Bayo             | Desmond Elliot         | Largometraje protagonizado junto con Tana Adelana, Desmond Elliot, Lilian Esoro, Alexx Ekubo, Eddie Watson, Cgris Akwarandu y Hauwa Allahbura |
| 2018 | Drowning              | Kay              | Charles Brain Nnoshiri | Película junto con Mary Lazarus, Nazo Ekezie, Jide Kosoko y Jibola Dabo                                                                       |
| 2018 | Almost a Virgin       | Ricardo Phillips | Akin – Tijani Balogun  | Película protagonizada junto a Bimbo Ademoye, Emem Ufot, Chioma Okafor, Nonso Kalango y Gifty Powers                                          |
| 2018 | Will You Marry Me     | Uzor             | Emmanuel Mang Eme      | Protagonizada junto a Ruth Kadiri, Wole Ojo, Stella Udeze, Peggy Ovire                                                                        |
| 2019 | Lurikos               | Michael          | Edward Uka             | Película protagonizada junto a Bolanle Ninalowo, Tamara Eteimo y Christian Paul                                                               |
| 2019 | Tea Room              | Billy            | Okey Ifeanyi           | Película protagonizada junto con Kenneth Okolie, Lota Chukwu y Calista Nwajide                                                                |
| 2019 | Kuvana                | Mendas           | Edward Uka             | Largometraje junto a Wale Ojo, Sambasa Nzeribe, Ivie Okujaye, Stella Udeze                                                                    |
| 2019 | Red Obsession         | Temisan          | Esosa Egbon            | Película protagonizada junto a Yvonne Jegede, Moyo Lawal, Georgina Ibeh, Wole Ojo                                                             |

## Premios y nominaciones
| Año  | Evento                            | Premio                    | Resultado |
| ---- | --------------------------------- | ------------------------- | --------- |
| 2013 | Premios de películas de Nollywood | Mejor estrella en ascenso | Nominado  |
| 2014 | Premios City People               | Actor más prometedor      | Nominado  |
| 2015 | Academia de Moda y Estilo Zaris   | Salón de la Fama          | Ganador   |
| 2017 | Academia Real de las Artes        | Premio a la excelencia    | Ganador   |
| 2017 | Premios City People               | Actor más prometedor      | Nominado  |
| 2018 | Festival de Talentos HYPP         | Premio de Reconocimiento  | Ganador   |
| 2019 | Premios City People               | Mejor actor de reparto    | Nominado  |
| 2019 | Premios ZAFAA                     | Mejor actor de reparto    |           |